# Cabrillo Beach
Cabrillo Beach est une plage de San Pedro à Los Angeles, en Californie. Nommée d'après João Rodrigues Cabrilho, il s'agit dans les faits de deux zones de baignades distinctes.
Cabrillo Beach est connue pour la pratique des sports aquatiques (planche à voile, kayak et plongée).